# Beef Jerky
Beef jerky är också det engelska uttrycket för torkat marinerat nötkött, en form av jerky.
"Beef Jerky" är en låt av John Lennon, utgiven 1974 på musikalbumet Walls and Bridges. Det är en så gott som instrumental låt med inslag av blues och funk.